# Альбано-Сант-Алессандро
Альбано-Сант-Алессандро (італ. Albano Sant'Alessandro, п'єм. Albano Sant'Alessandro) — муніципалітет в Італії, у регіоні Ломбардія, провінція Бергамо.
Альбано-Сант-Алессандро розташоване на відстані близько 480 км на північний захід від Рима, 55 км на північний схід від Мілана, 8 км на схід від Бергамо.
Населення — 8258 осіб (2014).
Щорічний фестиваль відбувається 16 вересня. Покровитель — святий Корнелій.

## Демографія
Населення за роками:

Станом на 1 січня 2023 року в муніципалітеті офіційно проживало 1040 іноземців з 52 країн, серед них 131 громадянин країн Євросоюзу та 50 громадян України.

## Сусідні муніципалітети
- Баньятіка
- Брузапорто
- Коста-ді-Меццате
- Монтелло
- Педренго
- Сан-Паоло-д'Аргон
- Серіате
- Торре-де'-Ровері